# Delonix floribunda
Delonix floribunda es una especie de leguminosa (familia Fabaceae). Se encuentra únicamente en Madagascar.

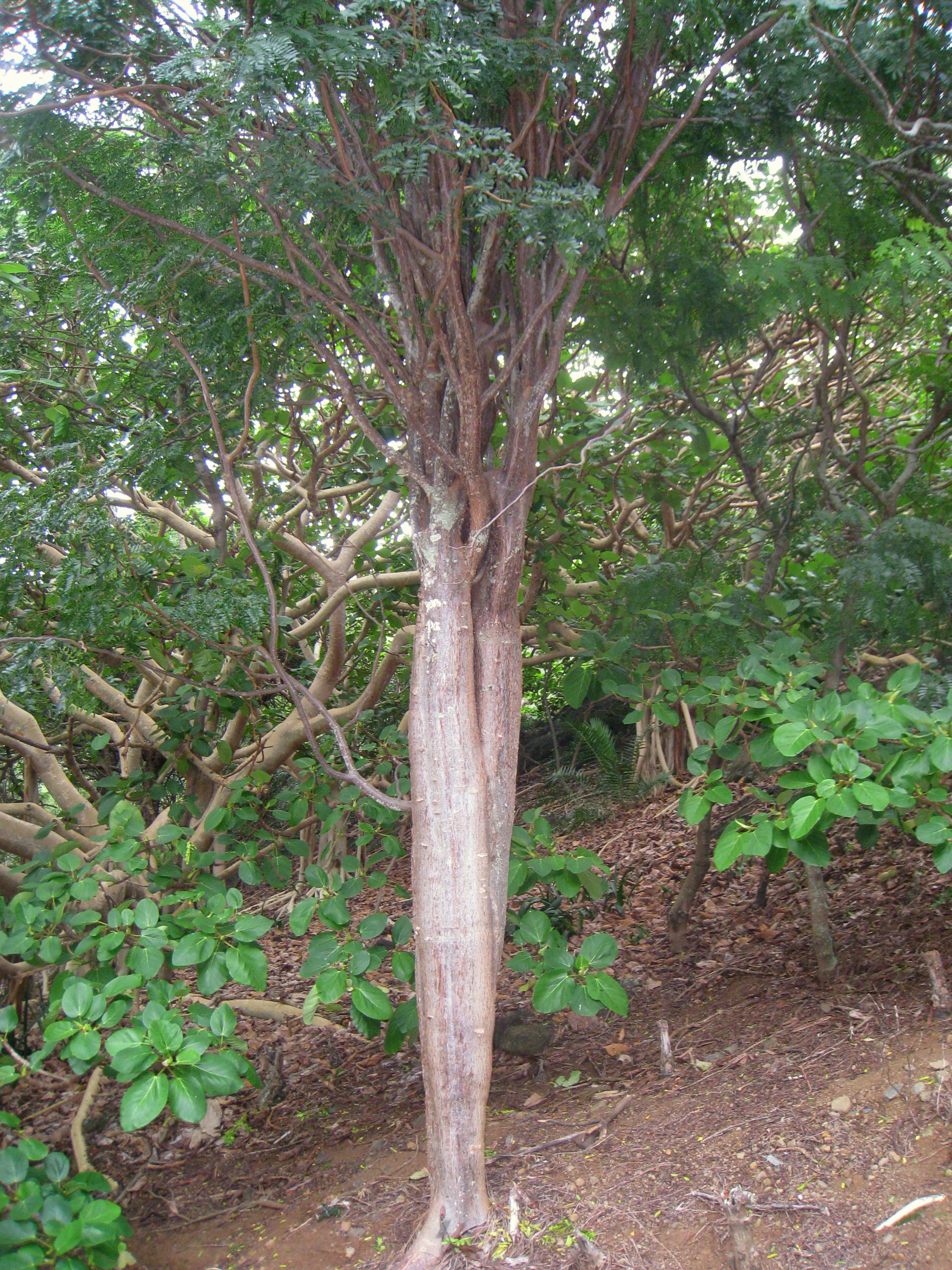
Vista de la planta

## Descripción
Presenta grandes inflorescencias amarillas a finales de la primavera. Se cultiva como planta ornamental en un suelo rico y en climas tropicales. Se propaga a través de semillas.

## Taxonomía
Delonix floribunda fue descrita por (Baill.) Capuron y publicado en Adansonia: recueil périodique d'observations botanique, n.s. 8(1): 15. 1968.
Etimología
Delonix: nombre genérico que deriva de las palabras griegas δηλος ( delos ), que significa "evidente", y ονυξ ( ónix ), que significa "garra", refiriéndose a la forma de los pétalos
floribunda: epíteto latino que significa "con muchas flores"
Sinonimia
- Aprevalia floribunda Baill. basónimo
- Aprevalia perrieri R.Vig.
- Delonix adansonioides (R.Vig.) Capuron
- Poinciana adansonioides R. Vig.[5]